# لوک کوربت
لوک کوربت (انگلیسی: Luke Corbett؛ زادهٔ ۱۰ اوت ۱۹۸۴) بازیکن فوتبال اهل بریتانیا است.
از باشگاه‌هایی که در آن بازی کرده‌است می‌توان به باشگاه فوتبال سایرون‌سستر تاون، باشگاه فوتبال بث سیتی، باشگاه فوتبال لیمینگتون، باشگاه فوتبال چلتنهام تاون، باشگاه فوتبال گلاستر سیتی، باشگاه فوتبال بیشاپس کلیو، باشگاه فوتبال وستون سوپر مار، باشگاه فوتبال چلمزفورد سیتی، و باشگاه فوتبال ووستر سیتی اشاره کرد.